# Odorrana jingdongensis
Odorrana jingdongensis  (лат.) — редкий вид земноводных из семейства настоящих лягушек. Эндемик Юго-Восточной Азии: Вьетнам, Китай (Юньнань: уезды Цзиндун, Цзиньпин, Лучунь, Юндэ, Цанъюань, Мэнлянь). Длина самцов до 75 мм, самок 97 мм. Встречаются в мелких водоёмах, ручьях в тропических лесах и кустарниках на высотах от 1000 до 1900 м. Вид O. jingdongensis был впервые описан в 2001 году китайскими зоологами (L. Fei, C.-y. Ye, C. Li, 2001) и назван по имени Цзиндун-Ийского автономного уезда (Jingdong), в котором была найдена типовая серия. В Китае численность этого вида в последнее время серьезно снизилась из-за чрезмерной эксплуатации в пищу. Другой причиной сокращения численности служит деградация среды обитания в результате развития сельского хозяйства, расширения населённых пунктов и создания электростанций.

## Описание
Кожа сверху усеяна бугорками и бородавками. На губах и по бокам головы белые шипы. Окраска верхней части тела зеленая с черно-коричневыми пятнами, у головастиков хвостовой плавник светлый с темными пятнами. Голова вытянутая и приплюснутая, морда округлая или тупо заостренная. Пальцы полностью перепончатые.
Имеют выраженный половой диморфизм: самец меньше самки, имеет утолщённые передние конечности, выраженные брачные мозоли на внутренней стороне первых пальцев, пару горловых мешков, розоватые линии мускулатуры на спинной стороне тела, два белых треугольных шипа на горле и груди.